# Turnicidae
Famille
Répartition géographique
Les Turnicidae (ou turnicidés en français) sont une famille d'oiseaux terrestres nommés Turnix. Cette famille autrefois constituée du seul genre Turnix est désormais constituée de deux genres.

## Description
Les Turnix sont des oiseaux terrestres de petite taille (de 10 à 23 cm), dodus, ressemblant à des cailles, à pattes courtes dépourvues de pouce, et à queue rudimentaire.

## Habitats et répartition
Ils vivent en Afrique, en Asie du Sud-Est et en Australie, où on les trouve depuis les zones herbeuses jusqu'aux forêts, du niveau de la mer jusqu'à 2 500 m d'altitude.

## Liste des genres et des espèces
D'après la classification de référence (version 14.1, 2024)de l'Union internationale des ornithologues, il y a 18 espèces (dont 1 éteinte) de Turnicidae réparties en 2 genres (ordre philogénique) :
- Turnix (Bonnaterre, 1791) (17 espèces dont 1 éteinte) ;
  - Turnix tanki (Blyth, 1843) – Turnix indien ;
  - Turnix maculosus (Temminck, 1815) – Turnix moucheté ;
  - Turnix suscitator (Gmelin, JF, 1789) – Turnix combattant
  - Turnix ocellatus (Scopoli, 1786) – Turnix de Luçon ;
  - Turnix sylvaticus (Desfontaines, 1789) – Turnix d'Andalousie ;
  - Turnix velox (Gould, 1841) – Petit Turnix ;
  - Turnix pyrrhothorax (Gould, 1841) – Turnix à poitrine rousse ;
  - Turnix worcesteri (McGregor, 1904) – Turnix de Worcester ;
  - Turnix everetti (Hartert, EJO, 1898) – Turnix de Sumba ;
  - Turnix nanus (Sundevall, 1850) – Turnix nain ;
  - Turnix hottentottus (Temminck, 1815) – Turnix hottentot ;
  - Turnix castanotus (Gould, 1840) – Turnix castanote ;
  - Turnix olivii (Robinson, 1900) – Turnix de Robinson ;
  - Turnix varius (Latham, 1801) – Turnix bariolé ;
  - † Turnix novaecaledoniae (Ogilvie-Grant, 1889) – Turnix calédonien ;
  - Turnix melanogaster (Gould, 1837) – Turnix à poitrine noire ;
  - Turnix nigricollis (Gmelin, JF, 1789) – Turnix de Madagascar ;
- Ortyxelos (Vieillot, 1825) (1 espèce) ;
  - Ortyxelos meiffrenii (Vieillot, 1819) – Turnix à ailes blanches.

## Phylogénie

### Place au sein de l'ordre
Phylogénie des familles de Charadriiformes du sous-ordre Lari, selon Tree of life :
|  | Dromadidae  |
|  |             |
|  | Glareolidae |
|  |             |

|  | Laridae                                                    |
|  |                                                            |
|  | \| \| Alcidae \| \| \| \| \| \| Stercorariidae \| \| \| \| |
|  |                                                            |
|  | Alcidae                                                    |
|  |                                                            |
|  | Stercorariidae                                             |
|  |                                                            |

|  | Alcidae        |
|  |                |
|  | Stercorariidae |
|  |                |

|  | Dromadidae  |
|  |             |
|  | Glareolidae |
|  |             |

|  | Laridae                                                    |
|  |                                                            |
|  | \| \| Alcidae \| \| \| \| \| \| Stercorariidae \| \| \| \| |
|  |                                                            |
|  | Alcidae                                                    |
|  |                                                            |
|  | Stercorariidae                                             |
|  |                                                            |

|  | Alcidae        |
|  |                |
|  | Stercorariidae |
|  |                |

|  | Dromadidae  |
|  |             |
|  | Glareolidae |
|  |             |

|  | Laridae                                                    |
|  |                                                            |
|  | \| \| Alcidae \| \| \| \| \| \| Stercorariidae \| \| \| \| |
|  |                                                            |
|  | Alcidae                                                    |
|  |                                                            |
|  | Stercorariidae                                             |
|  |                                                            |

|  | Alcidae        |
|  |                |
|  | Stercorariidae |
|  |                |

|  | Dromadidae  |
|  |             |
|  | Glareolidae |
|  |             |

|  | Laridae                                                    |
|  |                                                            |
|  | \| \| Alcidae \| \| \| \| \| \| Stercorariidae \| \| \| \| |
|  |                                                            |
|  | Alcidae                                                    |
|  |                                                            |
|  | Stercorariidae                                             |
|  |                                                            |

|  | Alcidae        |
|  |                |
|  | Stercorariidae |
|  |                |